# Muara Bio
Muara Bio is een bestuurslaag in het regentschap Kampar van de provincie Riau, Indonesië. Muara Bio telt 114 inwoners (volkstelling 2010).